# 魁北克旗幟
魁北克國旗 法語：，是加拿大魁北克的旗幟，底色為藍色，其上置有一個白色十字，每個象限內各有一個百合花飾，因而獲得法語名稱（即「百合花飾旗」）。這面旗幟于1948年1月21日獲魁北克政府内閣確立為魁北克的正式旗幟，其地位再於1950年3月9日獲魁北克議會確認。
這面旗幟的正式寬長比為2:3，但加拿大的旗幟生產商亦有製造寬長比1:2的版本；這個較長的版本通常見於與加拿大國旗並列的魁北克國旗。

## 歷史

### 新法蘭西時期
法國航海家雅克·卡蒂埃於1534年航行至加斯佩半島，在此登陸後以法王之名佔領該地，並豎立一座帶有法國皇室紋章的十字架，是為百合花飾首度於現魁北克地域内應用。另一方面，山姆·德·尚普蘭於1608年建立魁北克城後陸續探索新法蘭西的其他地域，受其委托進行殖民活動的商船大多使用一面藍底帶有白色十字的旗幟。
法國於1663年正式在新法蘭西設立皇家殖民政府，並從1665年起在此派駐兵團；帶有法國皇室紋章的白底旗幟自此在新法蘭西飄揚。

### 英治時期
1759年，英軍在英法北美戰爭的亞伯拉罕平原戰役中攻陷魁北克城，米字旗自此在該市壁壘上飄揚。英法兩國於1763年簽署《巴黎條約》，新法蘭西正式割讓予英國並成為魁北克，米字旗亦成為該殖民地的正式旗幟，魁北克於1791年分為上加拿大和下加拿大後亦然。

愛國者旗（le drapeau des patriotes）

19世紀初中葉，一群居於下加拿大的法裔加拿大人成立加拿大人黨（Parti canadien），後來改稱愛國者黨（Parti patriote），以抗衡當時下加拿大的寡頭政治。該黨從1832年起使用一面綠白紅橫條三色旗；這面旗幟的確實設計靈感無從稽考，但有指三色設計是源自法國國旗，又有指旗中的綠色代表下加拿大的愛爾蘭裔居民。
該黨控制了下加拿大立法會下議院的大部分議席，但當地實際權力還歸成員由英國政府委任的上議院。該黨向英國政府爭取政治改革不遂，引發1837-38年下加拿大叛亂，期間愛國者三色旗成為該運動的主要象徵。英方於1838年平息叛亂，而愛國者三色旗亦被禁使用。英方再於1841年將上加拿大和下加拿大重新合併為加拿大聯合省，並繼續以米字旗為官方旗幟。然而，此舉並未消退當地法裔居民的身份認同。

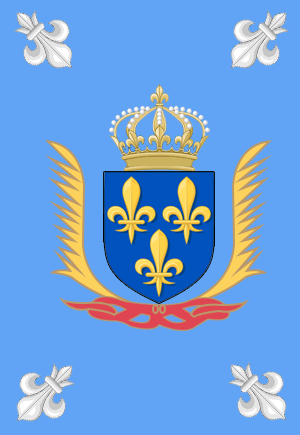
鐘琴堡旗幟

1840年代，魁北克一名律師路易·拜耶熱（Louis de Gonzague Baillairgé）聽説有一面旗幟見證了法軍在英法北美戰爭的1758年鐘琴堡戰役中擊退英軍，其後輾轉落入魁北克城一座修道院的神父；該神父於1848年臨終前將這面鐘琴堡旗幟（le drapeau de Carillon）交予拜耶熱。這面旗幟的四個角落各置有一枚百合花飾；上方的兩枚百合花飾頂部指向旗幟的中間，下方的兩枚百合花飾頂部則指向旗幟的外圍。旗幟一面的正中間帶有法國的皇室紋章，另一面正中間則帶有聖母瑪莉懷著聖嬰耶穌的圖像。這面旗幟於1848年施洗約翰日大巡遊中對外展示，其後逐漸為當地法裔居民所認受。

### 加拿大聯邦時期
加拿大聯邦於1867年成立，而加拿大聯合省則同時分為安大略省和魁北克省。魁省則於1868年5月26日獲維多利亞女王賜予盾徽，其上置有代表法國皇室的百合花飾、代表英格蘭皇室的紅底金獅、以及代表加拿大的楓葉。省政府亦可在英國藍船旗的右方加上魁北克盾徽，以此作為其官方旗幟，但沒有證據證明當局曾使用這面魁北克藍船旗；據魁北克政府官網所記載，米字旗一直在魁北克省議會大廈飄揚至1948年為止。
另一方面，第二次波耳戰爭從1899年至1902年進行期間，英裔加拿大人高掛米字旗以示效忠大英帝國。為了抗衡此現象，法裔加拿大人社區中湧現數項為該社群設計獨特旗幟的建議，當中以天主教聖亞森特教區一名修道院長費利阿特羅（Ephège Filiatrault）的建議對後來魁北克旗幟設計的影響最為深遠。費利阿特羅以固有的鐘琴堡旗幟為基礎，把四個角落百合花飾的頂部改為全部指向旗幟的中央，並移除旗幟正反兩方的法國皇室紋章和聖母聖嬰圖像，以一個白色十字取而代之；他於1902年首度對外展示這面新鐘琴堡旗。
由魁北克民眾於1903年組成的魁北克國旗委員會（Le Comité du drapeau national de Québec）則以費利阿特羅設計的新鐘琴堡旗為本，在其中央加上耶穌聖心圖案和兩束楓葉，構成鐘琴堡-聖心旗（le Carillon-Sacré-Cœur）。這面旗幟在法裔加拿大人社區中漸受歡迎，並於1926年獲魁北克省議會確認為魁北克城施洗約翰協會的旗幟。然而，部分人並不認同在費利阿特羅的原有設計上加入耶穌聖心此極具宗教色彩的圖案，而從旗幟中移除耶穌聖心圖案的呼聲亦於1930年代漸高。

佩爾提埃的省旗設計方案

20世紀中期，加拿大紅船旗在英裔加拿大人社區中漸受歡迎，而加軍踏上第二次世界大戰戰場後更進一步確立紅船旗在該社群中的地位。加拿大總督遂於1945年9月頒令宣佈國内的聯邦政府建築物外部可懸掛加拿大紅船旗；該面旗幟隨之取代米字旗在渥太華國會山莊上飄揚，但此舉卻不受部分魁北克民眾所認同。魁北克議員勒内·沙盧爾（René Chaloult）遂於1946年和47年兩度在議會提出動議，要求政府為魁北克制定一面獨有的旗幟。
時任省長莫里斯·杜普萊西（Maurice Duplessis）向政府城鎮事務廳内一名高級官員佩爾提埃（Burroughs Pelletier）徵詢國旗設計的建議；佩爾提埃向杜普萊西提供的數份設計方案皆包含盾狀或長方狀的魁北克省徽圖案。然而，當時魁北克主流民意傾向採用費利阿特羅設計的新鐘琴堡旗。魁北克内閣遂於1948年1月21日頒令，將帶有白色十字加四枚百合花飾的藍底旗幟定為魁北克國旗，並從同日下午三時起取代米字旗在省議會大廈頂部飄揚。新國旗大致採納費利阿特羅的鐘琴堡旗設計，但四個角落的百合花飾則改為垂直顯示。議會再於1950年3月9日通過《魁北克官方旗幟法案》，正式確認這面旗幟為魁北克國旗。2008年1月，魁北克旗幟迎來誕生60週年紀念。
這面旗幟的設計於2010年10月15日列入加拿大紋章局的紋章及旗幟名冊內。

## 外部連結
- 维基共享资源上的相關多媒體資源：魁北克旗幟